# Crustacea
I crostacei (Crustacea Brünnich, 1772) costituiscono un subphylum parafiletico degli Artropodi che comprende principalmente animali acquatici marini, sebbene siano ampiamente presenti anche nelle acque dolci e sia nota qualche specie terrestre. Grazie a vari studi molecolari, è adesso bene accettato che il gruppo dei crostacei è parafiletico e comprende tutti gli animali nel clado Pancrustacea tranne gli Esapodi. Alcuni crostacei sono dunque più vicini agli insetti e altri esapodi che altri crostacei. Tra i crostacei ci sono anche alcuni animali terrestri, comunemente considerati insetti, come il porcellino di terra. Nel linguaggio comune il termine crostaceo si usa comunque per indicare gamberi, granchi, isopodi, anfipodi, ecc; che sono tutti membri esclusivamente della classe Malacostraca.

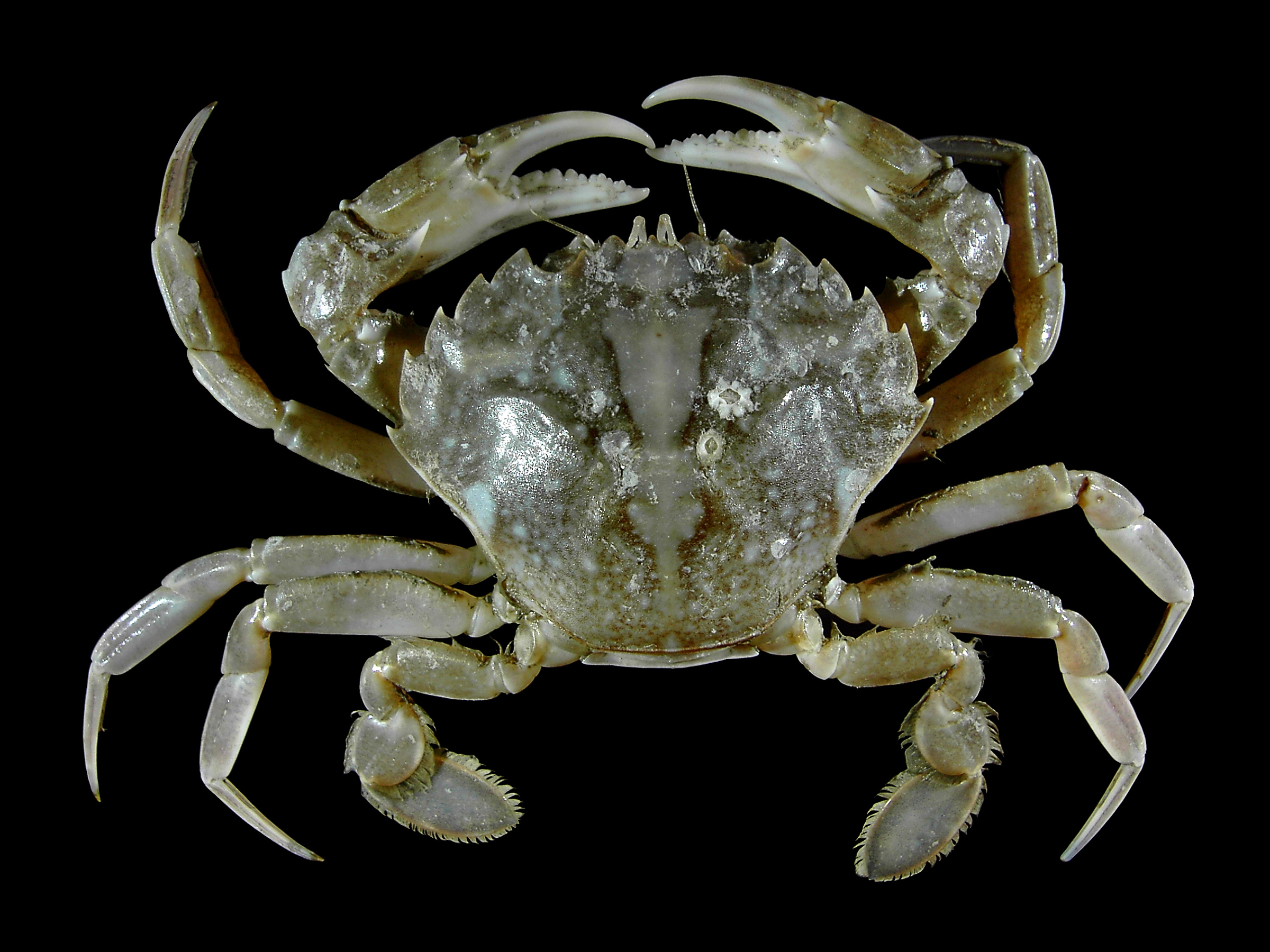
un granchio

## Descrizione

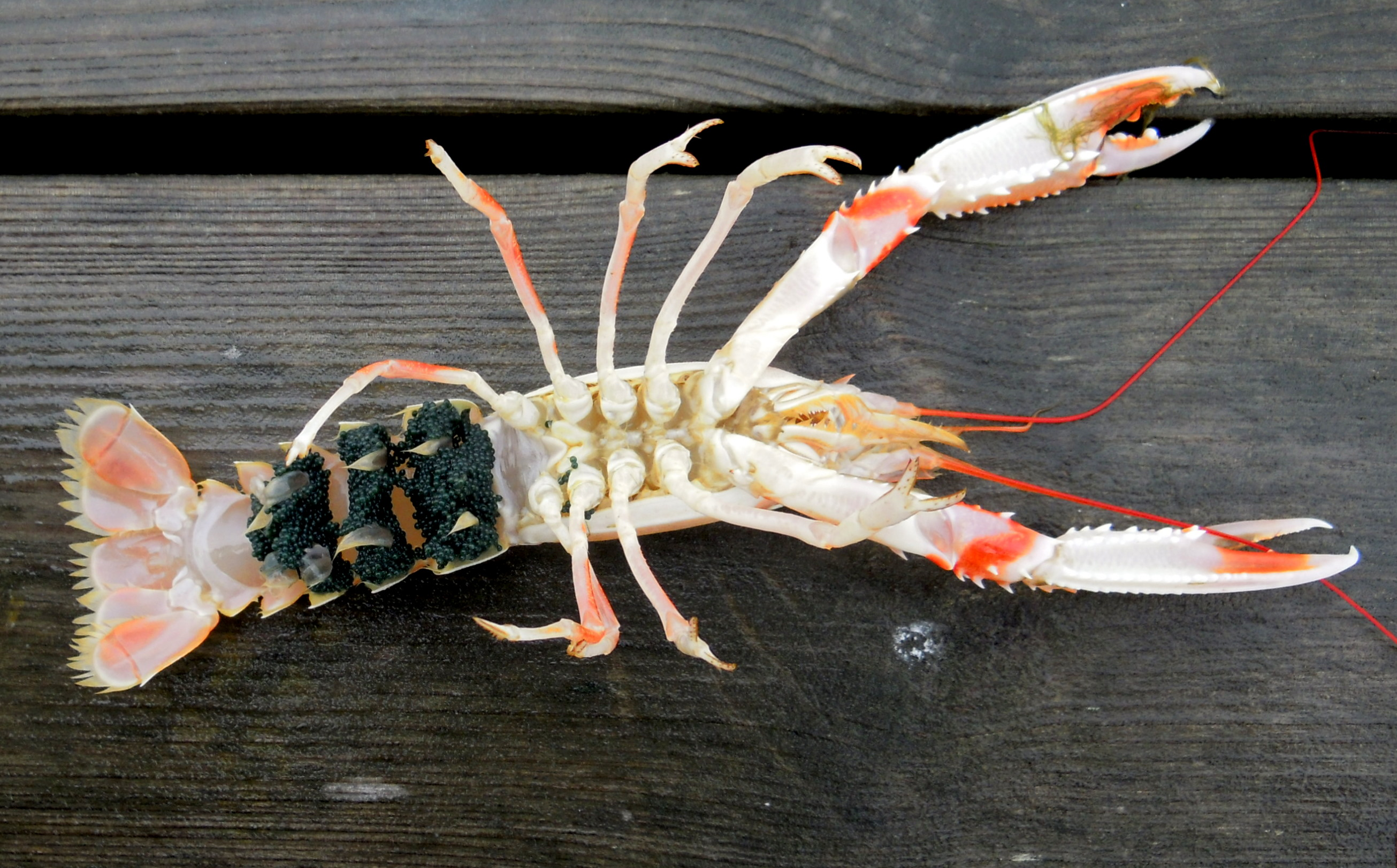
Scampo (Nephrops norvegicus) visto da sotto. Sono evidenti la divisione in capo, torace (con le zampe usate per camminare sul fondale), addome (con le uova e le piccole appendici natatorie) e coda.

Quello dei Crostacei costituisce un gruppo molto eterogeneo i cui membri, a livello morfologico, sono accomunati soprattutto da due caratteri basali:
- la presenza di due paia di appendici preorali (antennule e antenne) nel cephalon (capo), altrimenti identico – per numero e disposizione dei segmenti e appendici – a quello di Miriapodi ed Esapodi;
- la presenza di alcune appendici biramose (differenti però da quelle dei Trilobitomorfi).

Nei Crostacei più primitivi vi sono ancora segni di metameria omonoma nel tronco, unica regione successiva al cephalon: in tal caso tutti i segmenti del tronco recano appendici locomotorie, che si fanno solitamente più piccole avvicinandosi all'ultimo segmento, che presenta spesso una furcula rigida.
Nei crostacei più evoluti il tronco è suddiviso in torace e addome, detti rispettivamente pereion e pleon. In questo caso si ha una differenziazione delle appendici in pereiopodi (nel pereion) e pleiopodi (nel pleon): i pereiopodi sono principalmente adibiti alla locomozione terrestre (i pereiopodi più anteriori possono svolgere la funzione di presa e triturazione del cibo ed in tal caso vengono detti massillipedi), mentre i pleiopodi svolgono altre funzioni (per esempio possono essere foggiati a paletta per il nuoto, possono recare branchie, servire a trattenere le uova).
A volte i pleiopodi dell'ultimo paio sono appiattiti e si affiancano al telson (segmento post-anale privo di appendici), anch'esso appiattito, formando un ventaglio caudale (ad esempio nelle aragoste).
In alcuni Crostacei, i più noti, il torace e il capo sono fusi assieme a costituire un cefalotorace, ricoperto da un carapace reso più rigido dalla deposizione di carbonato di calcio.
Gli occhi possono trovarsi all'estremità di appendici modificate o essere peduncolati.
Un tipico esempio di avanzamento della differenziazione dei segmenti si ha nei granchi. 
In questi Crostacei evoluti, l'addome non presenta più appendici: 
è anzi ridotto e rivoltato sotto al cefalotorace.

## Stadi larvali

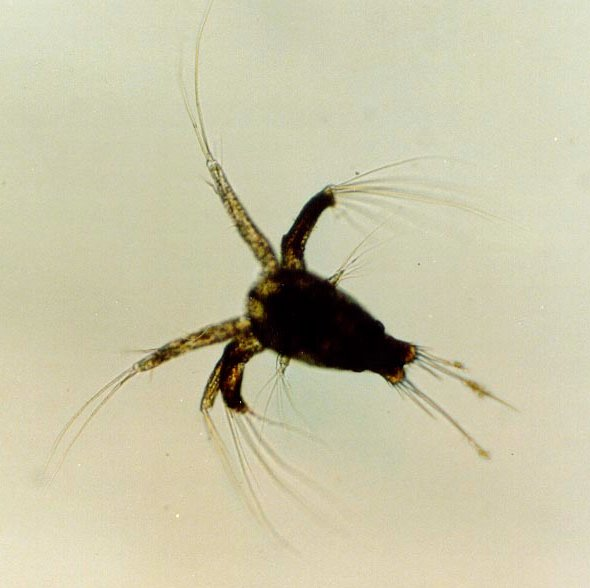
Larva di tipo nauplio di un gamberetto

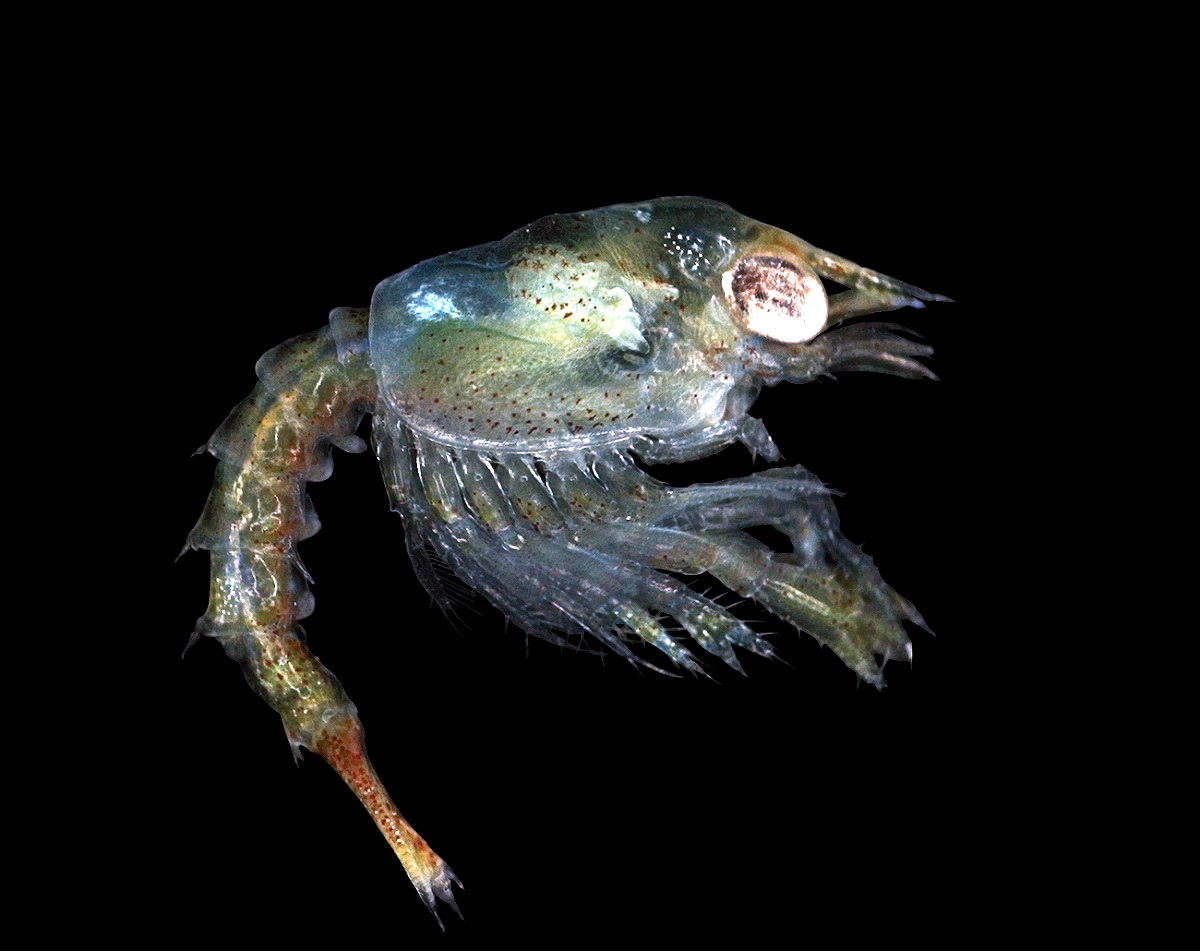
Larva di tipo zoea di un astice

I crostacei passano generalmente per due fasi larvali, chiamate rispettivamente nauplio e zoea, ed una fase post-larvale, tutte distinte dal metodo di locomozione utilizzato. Le fasi larvali si dividono ulteriormente in stadi separati da mute e contraddistinte da numeri romani (p.es. nauplio II, nauplio III, zoea I, zoea IV).
Alcune specie invece passano simili fasi embrionali nell'interno dell'uovo, per poi uscirne con fattezze simili a quelle adulte (oppure come zoea).

### Nauplio
Nello stadio di nauplio il crostaceo si muove grazie alle proprie antenne. Sono ben sviluppati solo il capo e la coda, mentre il torace e l'addome sono assenti o ridotti, secondo lo stadio.
I nauplii sono caratterizzati da un unico primitivo occhio, detto ocello naupliare, che consente loro di percepire l'intensità luminosa. Questo occhio generalmente scompare negli stadi successivi con la comparsa degli occhi composti, mentre in alcune specie, come il Triops, rimane anche nella fase adulta.

### Zoea
La seconda fase, detta zoea, si muove invece grazie alle appendici sul torace, mentre i pleopodi non sono ancora ben sviluppati.
Le zoee hanno due occhi composti.

### Post-larva
La post-larva presenta ormai la maggior parte delle caratteristiche dell'organismo adulto, e si muove con i propri pleopodi. Spesso vengono usati nomi particolari a seconda dei taxa (p.es. megalopa).

## Importanza economica
I crostacei più noti, appartenenti all'ordine dei Decapodi, sono largamente usati per l'alimentazione umana e in qualche caso anche allevati: gamberi, granchi, aragoste, astici, mazzancolle, scampi ecc. Vengono consumate anche poche specie di altri ordini (p.es. Squilla).
Hanno importanza economica per i danni che producono i Cirripedi.

## Sistematica
Il prospetto seguente rispecchia la classificazione di J.W. Martin e G.E. Davis del 2001.
Classe Branchiopoda Latreille, 1817

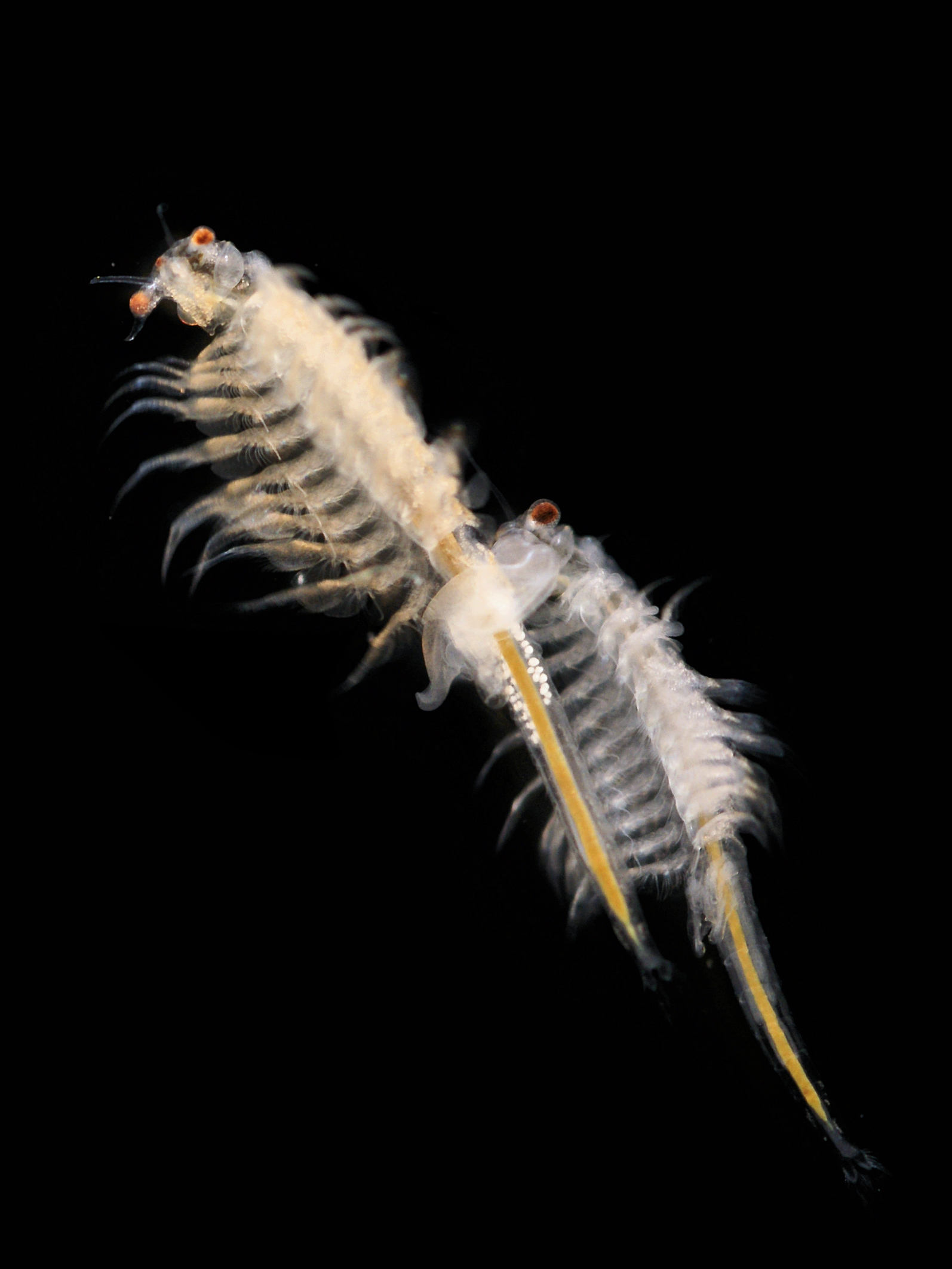
Un branchiopode, Artemia salina

- Sottoclasse Sarsostraca Tasch, 1969
  - Ordine Anostraca Sars, 1867
- Sottoclasse Phyllopoda Preuss, 1951
  - Ordine Notostraca Sars, 1867
  - Ordine Diplostraca Gerstaecker, 1866
    - Sottordine Laevicaudata Linder, 1945
    - Sottordine Spinicaudata Linder, 1945
    - Sottordine Cyclestherida Sars, 1899
    - Sottordine Cladocera Latreille, 1829
      - Infraordine Ctenopoda Sars, 1865
      - Infraordine Anomopoda Stebbing, 1902
      - Infraordine Onychopoda Sars, 1865
      - Infraordine Haplopoda Sars, 1865

Classe Remipedia Yager, 1981
- Ordine Nectiopoda Schram, 1986

Classe Cephalocarida Sanders, 1955
- Ordine Brachypoda Birshteyn, 1960

Classe Maxillopoda Dahl, 1956

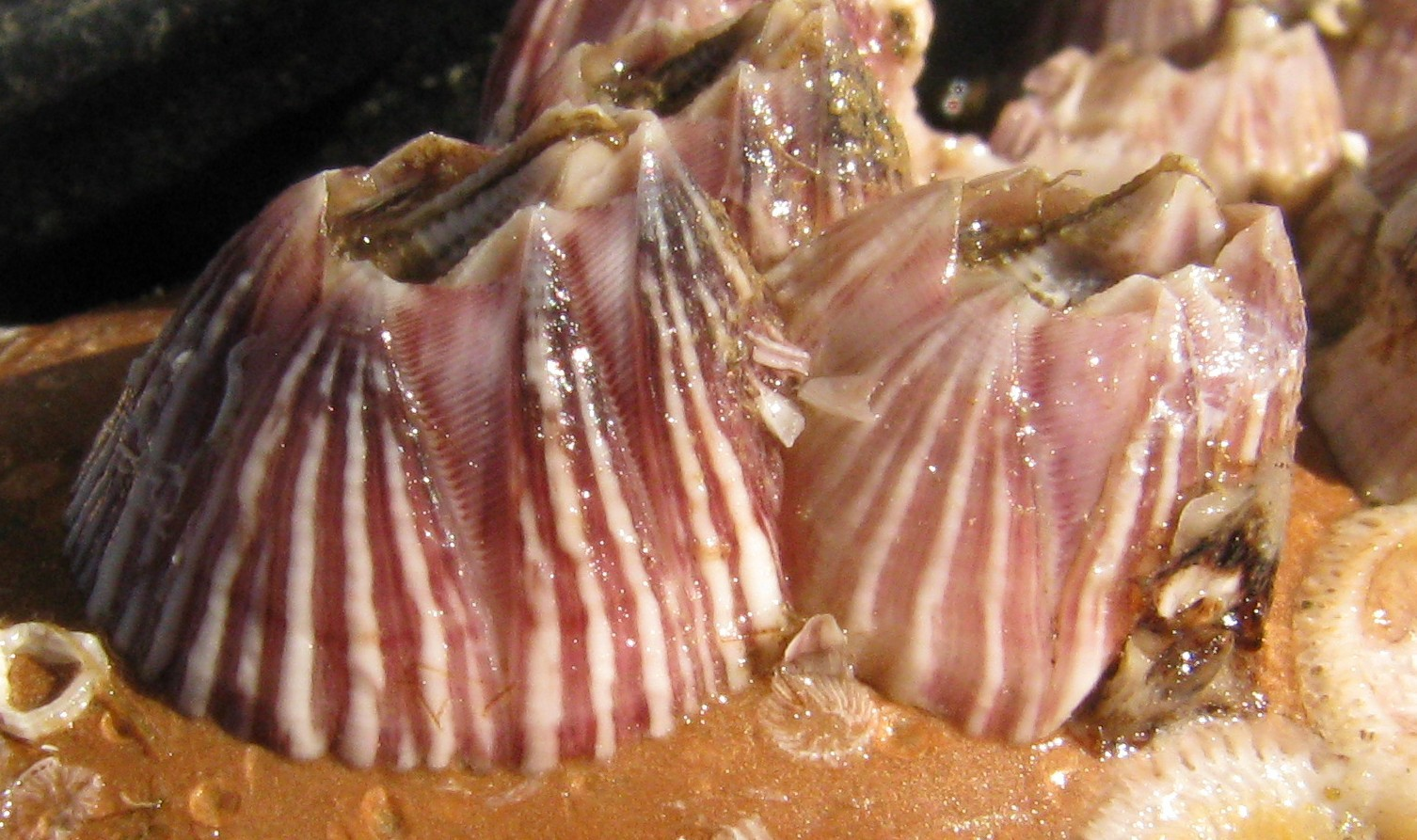
L'aspetto dei Cirripedi (qui Balanus trigonus) li ha fatti confondere in passato con molluschi dotati di conchiglia esterna

- Sottoclasse Thecostraca Gruvel, 1905
  - Infraclasse Facetotecta Grygier, 1985
  - Infraclasse Ascothoracida Lacaze-Duthiers, 1880
    - Ordine Laurida Grygier, 1987
    - Ordine Dendrogastrida Grygier, 1987

  - Infraclasse Cirripedia Burmeister, 1834
    - Superordine Acrothoracica Gruvel, 1905
      - Ordine Pygophora Berndt, 1907
      - Ordine Apygophora Berndt, 1907

    - Superordine Rhizocephala Müller, 1862
      - Ordine Kentrogonida Delage, 1884
      - Ordine Akentrogonida Häfele, 1911

    - Superordine Thoracica Darwin, 1854
      - Ordine Pedunculata Lamarck, 1818
        - Sottordine Heteralepadomorpha Newman, 1987
        - Sottordine Iblomorpha Newman, 1987
        - Sottordine Lepadomorpha Pilsbry, 1916
        - Sottordine Scalpellomorpha Newman, 1987

      - Ordine Sessilia Lamarck, 1818
        - Sottordine Brachylepadomorpha Withers, 1923
        - Sottordine Verrucomorpha Pilsbry, 1916
        - Sottordine Balanomorpha Pilsbry, 1916
- Sottoclasse Tantulocarida Boxshall & Lincoln, 1983
- Sottoclasse Branchiura Thorell, 1864
  - Ordine Arguloida Yamaguti, 1963
- Sottoclasse Pentastomida Diesing, 1836
  - Ordine Cephalobaenida Heymons, 1935
  - Ordine Porocephalida Heymons, 1935
- Sottoclasse Mystacocarida Pennak & Zinn, 1943
  - Ordine Mystacocaridida Pennak & Zinn, 1943
- Sottoclasse Copepoda Milne-Edwards, 1840
  - Infraclasse Progymnoplea Lang, 1948
    - Ordine Platycopioida Fosshagen, 1985

  - Infraclasse Neocopepoda Huys & Boxshall, 1991
    - Superordine Gymnoplea Giesbrecht, 1882
      - Ordine Calanoida Sars, 1903

    - Superordine Podoplea Giesbrecht, 1882
      - Ordine Misophrioida Gurney, 1933
      - Ordine Cyclopoida Burmeister, 1834
      - Ordine Gelyelloida Huys, 1988
      - Ordine Mormonilloida Boxshall, 1979
      - Ordine Poecilostomatoida Thorell, 1859
      - Ordine Siphonostomatoida Thorell, 1859
      - Ordine Monstrilloida Sars, 1901

Classe Ostracoda Latreille, 1802
- Sottoclasse Myodocopa Sars, 1866
  - Ordine Myodocopida Sars, 1866
    - Sottordine Myodocopina Sars, 1866

  - Ordine Halocyprida Dana, 1853
    - Sottordine Cladocopina Sars, 1865

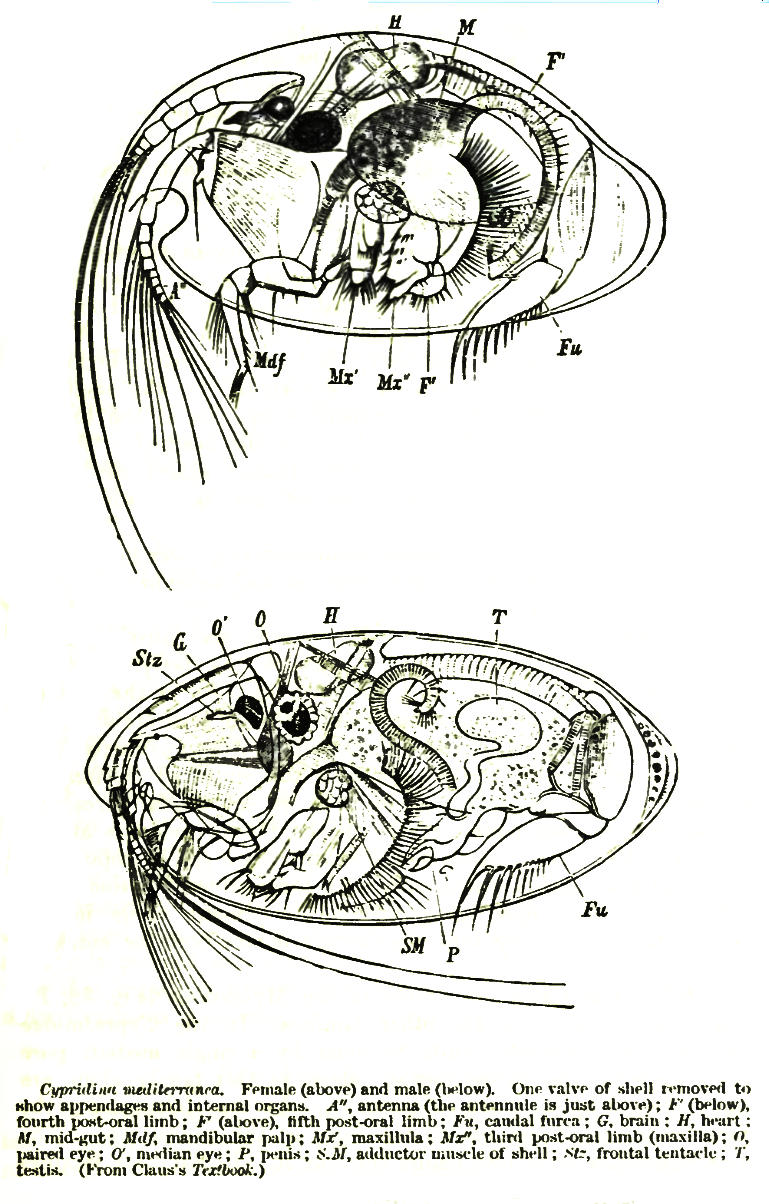
Cypridina mediterranea, un ostracode. Sopra: femmina. Sotto: maschio

    - Sottordine Halocypridina Dana, 1853
- Sottoclasse Podocopa Müller, 1894
  - Ordine Platycopida Sars, 1866
  - Ordine Podocopida Sars, 1866
    - Sottordine Bairdiocopina Sars, 1865
    - Sottordine Cytherocopina Baird, 1850
    - Sottordine Darwinulocopina Sohn, 1988
    - Sottordine Cypridocopina Jones, 1901
    - Sottordine Sigilliocopina Martens, 1992

Classe Malacostraca Latreille, 1802

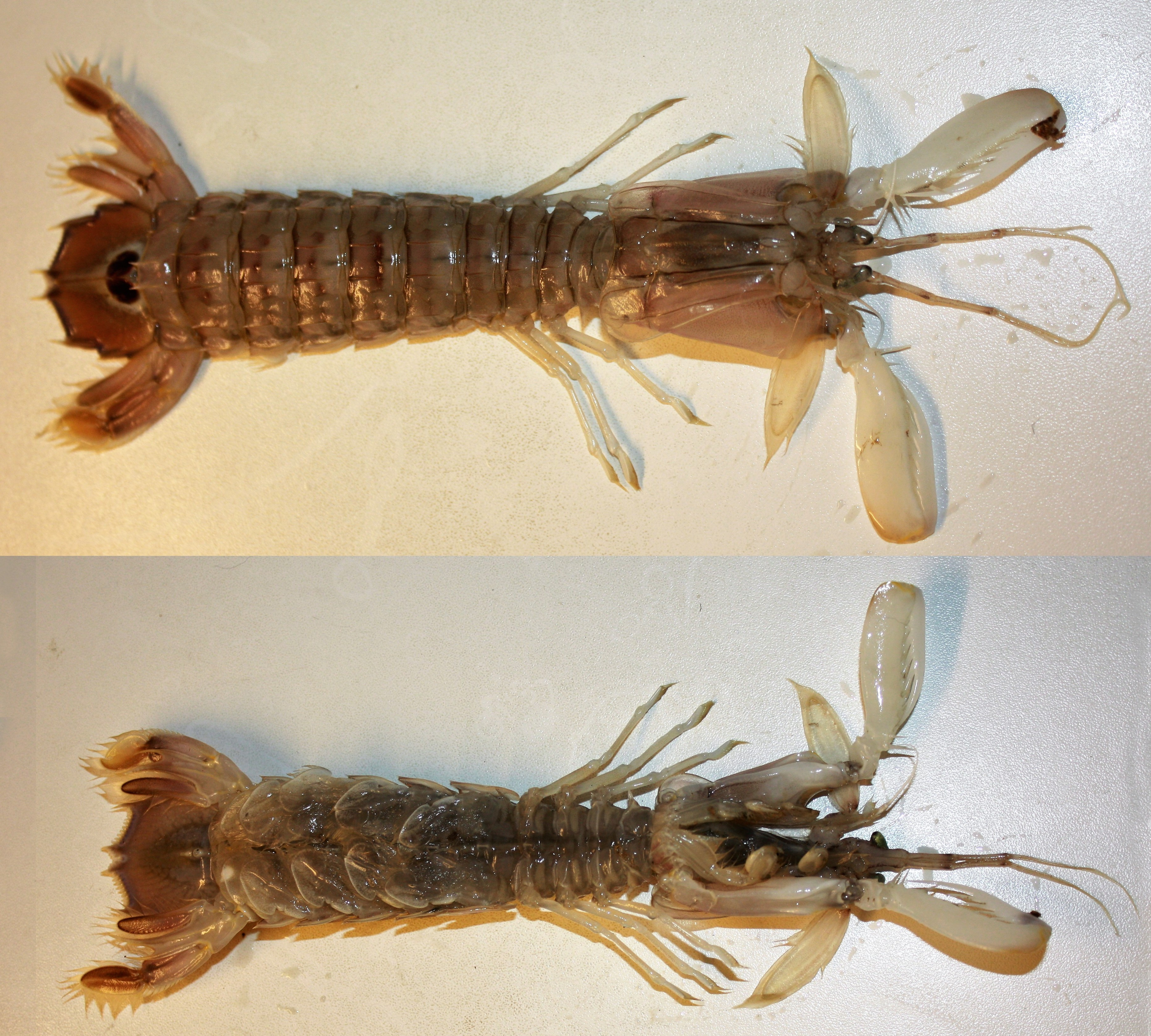
La cannocchia o cicala di mare (Squilla mantis), uno stomatopode

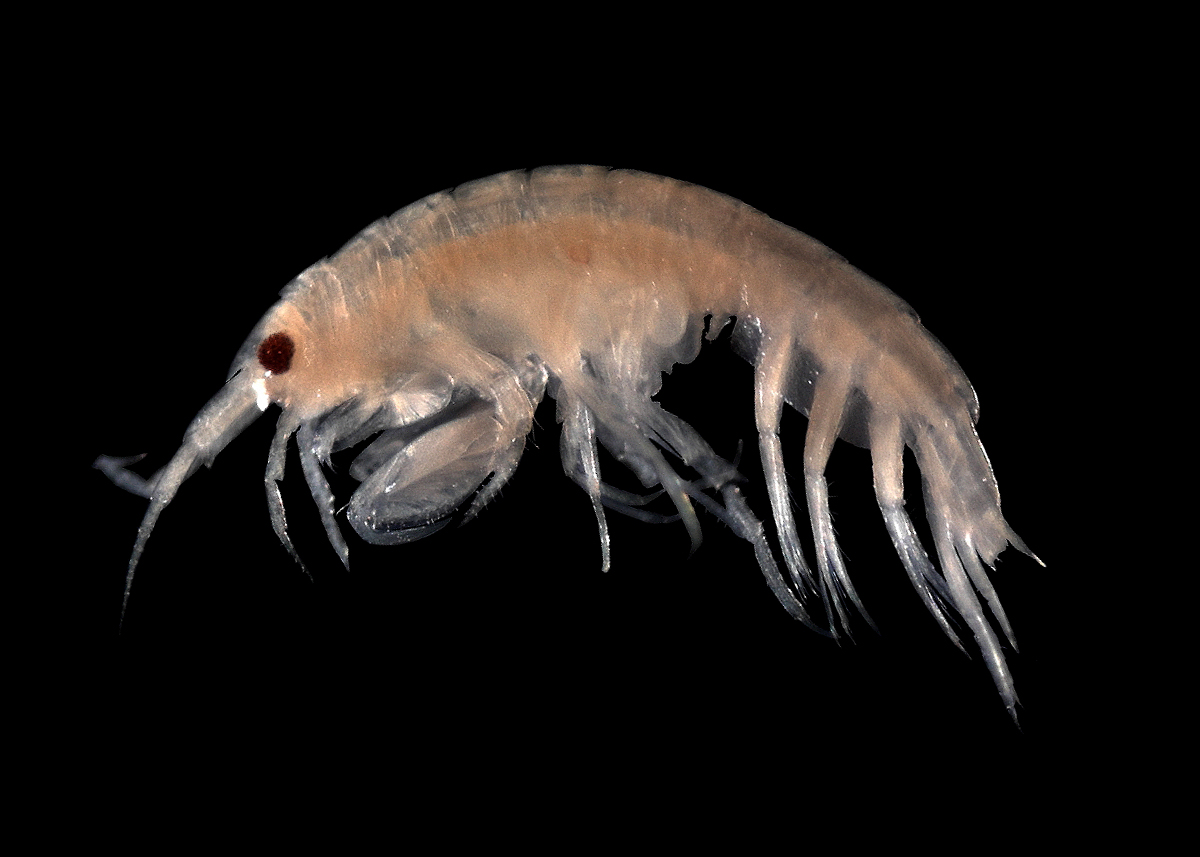
Leucothoe incisa, un anfipode marino

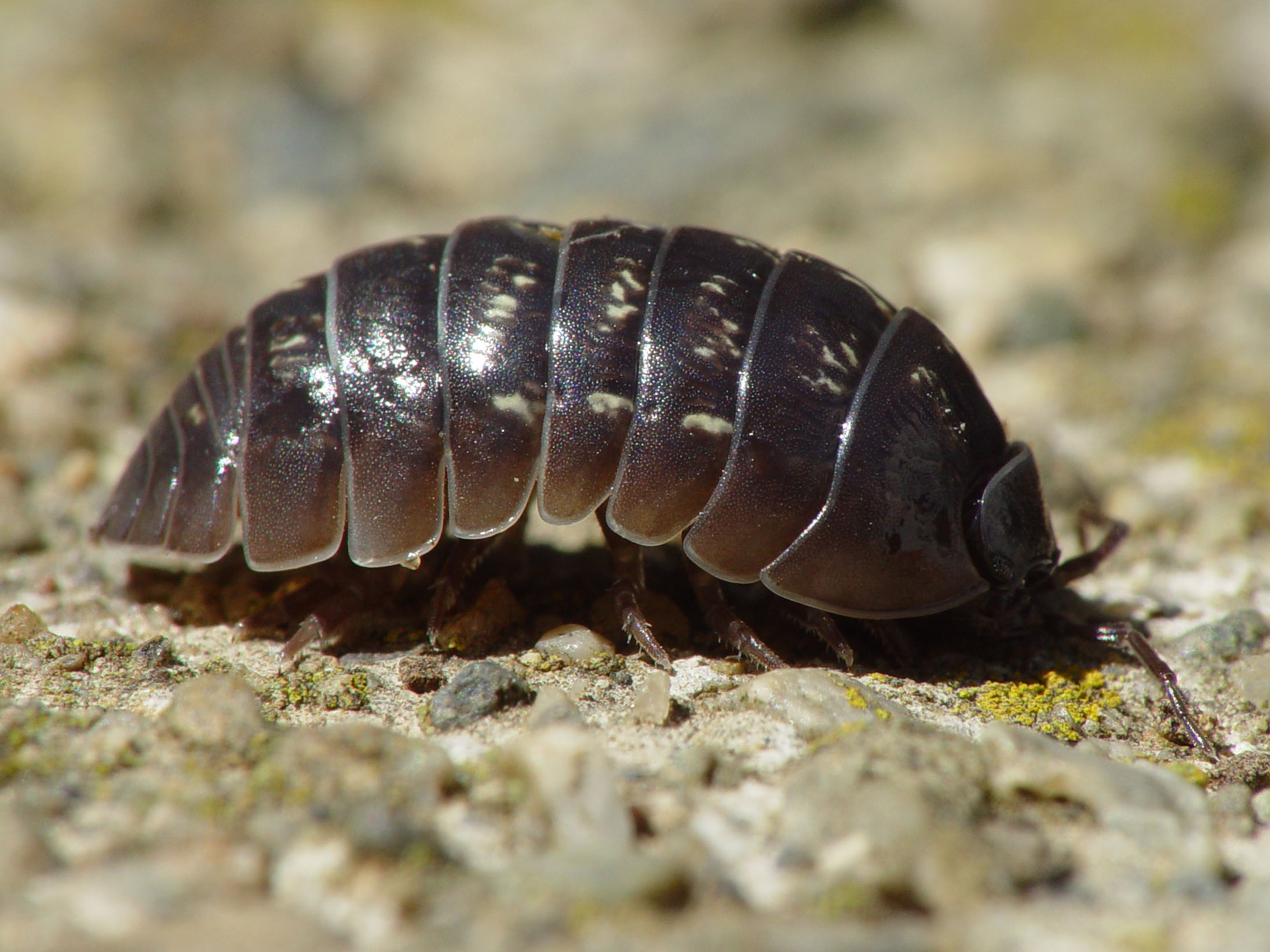
Armadillidium vulgare, un isopode terricolo

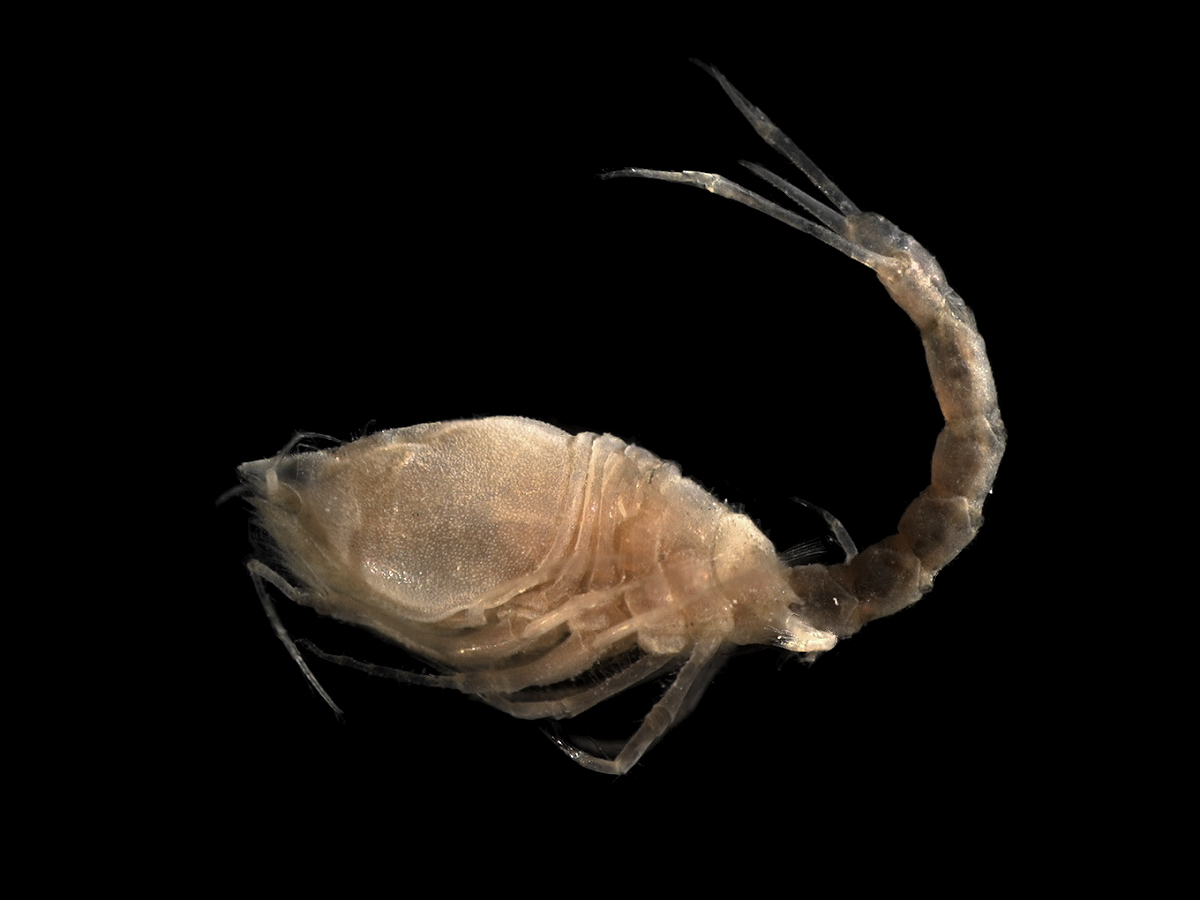
Diastylis laevis, un cumaceo

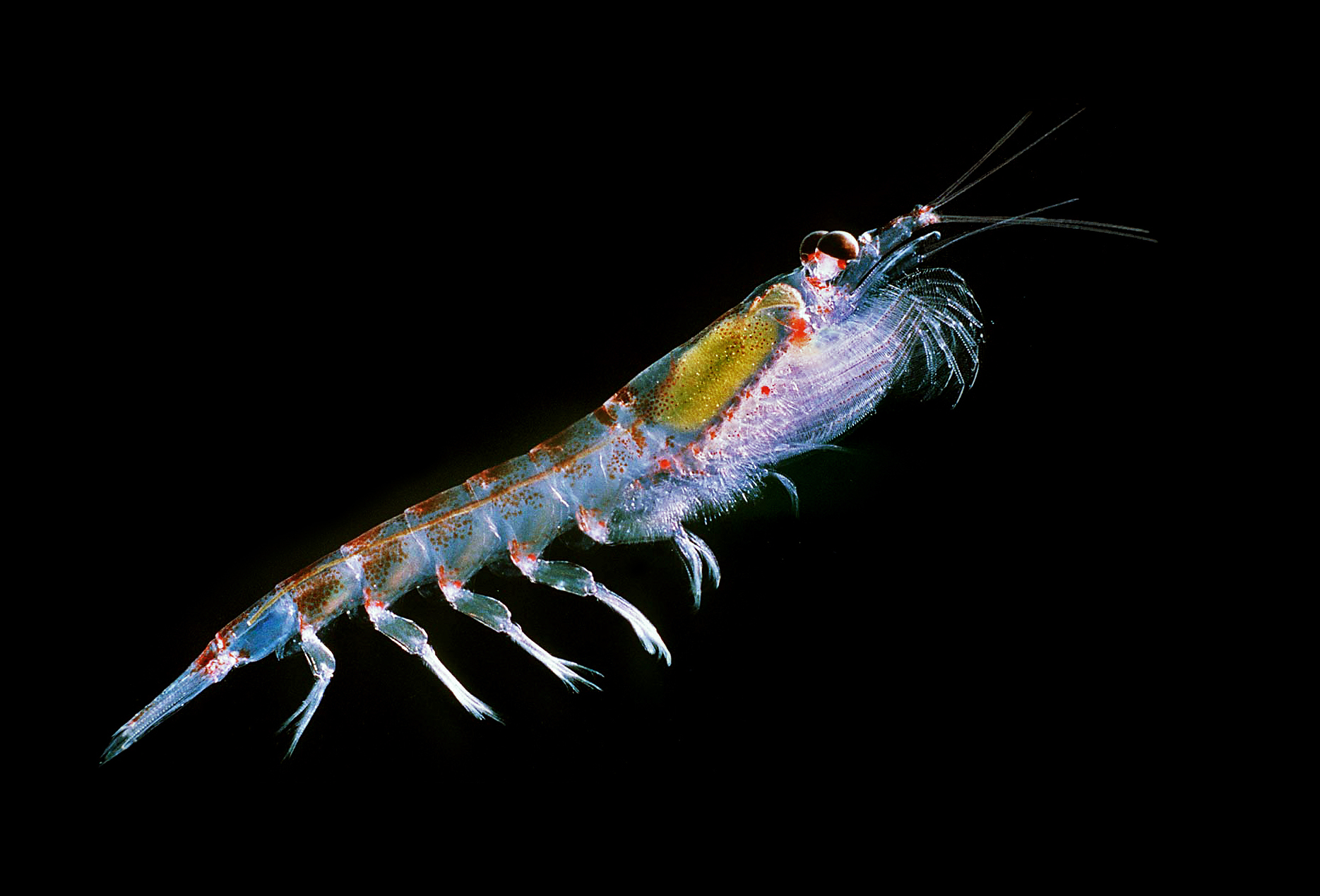
Il krill (qui Euphausia superba) è costituito da Eufausiacei

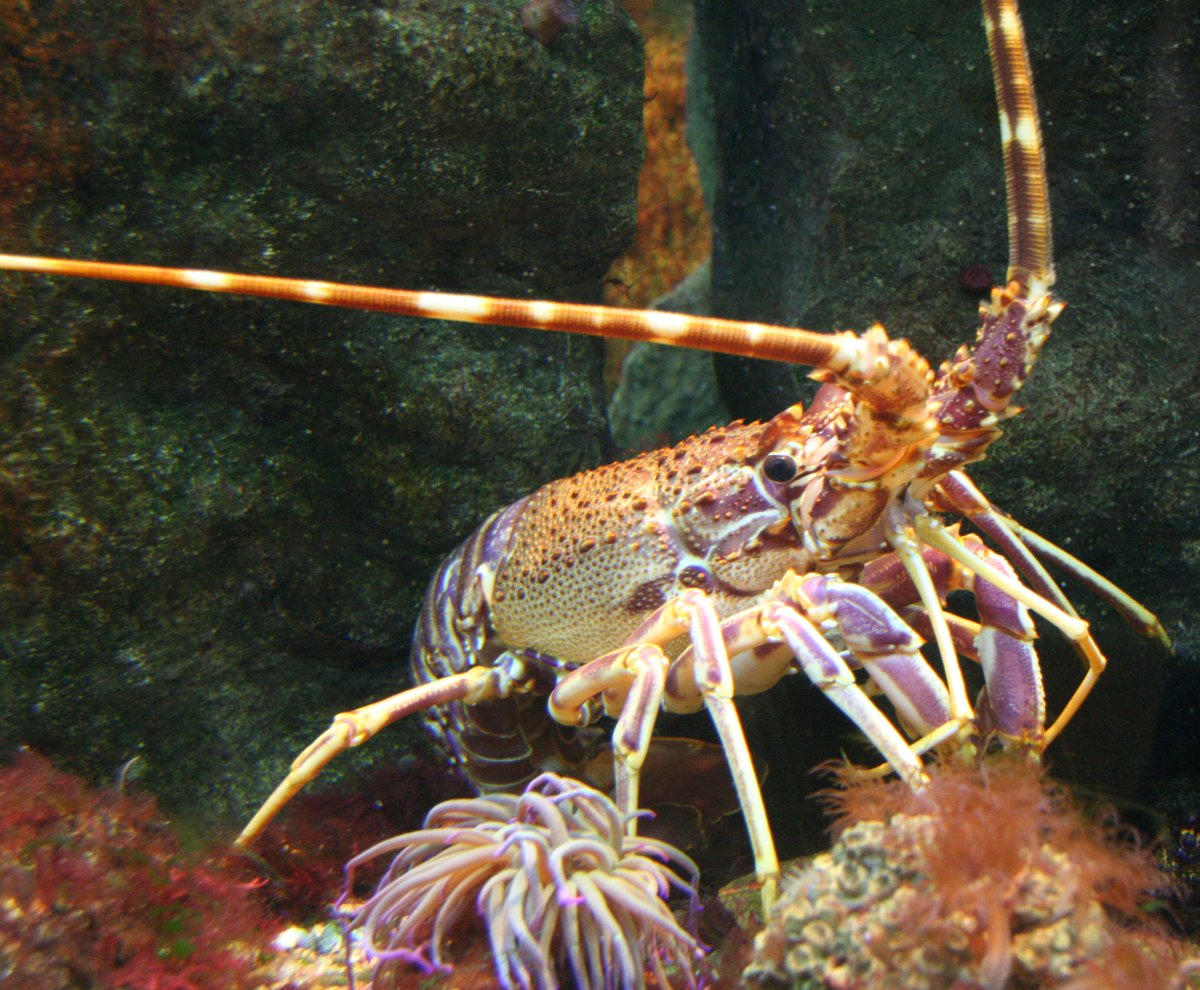
Palinurus elephas, l'aragosta europea, è un noto rappresentante dei Decapodi

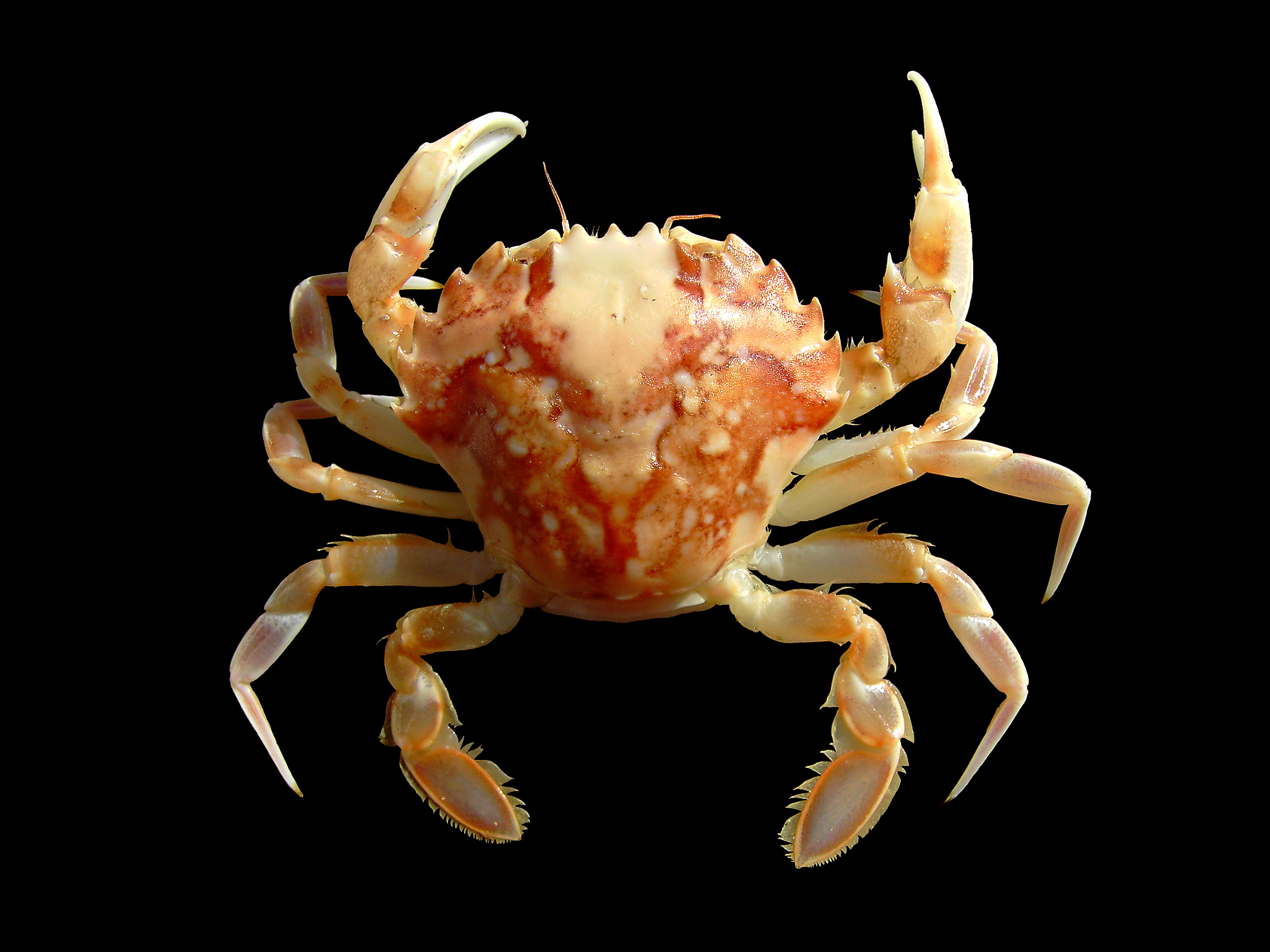
Anche i granchi (qui Liocarcinus marmoreus) sono Decapodi

- Sottoclasse Phyllocarida Packard, 1879
  - Ordine Leptostraca Claus, 1880
- Sottoclasse Hoplocarida Calman, 1904
  - Ordine Stomatopoda Latreille, 1817
    - Sottordine Unipeltata Latreille, 1825
- Sottoclasse Eumalacostraca Grobben, 1892
  - Superordine Syncarida Packard, 1885
    - Ordine Bathynellacea Chappuis, 1915
    - Ordine Anaspidacea Calman, 1904

  - Superordine Peracarida Calman, 1904
    - Ordine Spelaeogriphacea Gordon, 1957
    - Ordine Thermosbaenacea Monod, 1927
    - Ordine Lophogastrida Sars, 1870
    - Ordine Mysida Haworth, 1825
    - Ordine Mictacea Bowman, Garner, Hessler, Iliffe & Sanders, 1985
    - Ordine Amphipoda Latreille, 1816
      - Sottordine Gammaridea Latreille, 1802
      - Sottordine Corophiidea Leach, 1814
        - Infraordine Corophiida Leach, 1814
        - Infraordine Caprellida Leach, 1814

      - Sottordine Hyperiidea Milne Edwards, 1830
        - Infraordine Physosomata Pirlot, 1929
        - Infraordine Physocephalata Bowman & Gruner, 1973

      - Sottordine Ingolfellidea Hansen, 1903

    - Ordine Isopoda Latreille, 1817
      - Sottordine Phreatoicidea Stebbing, 1893
      - Sottordine Anthuridea Monod, 1922
      - Sottordine Microcerberidea Lang, 1961
      - Sottordine Flabellifera Sars, 1882
      - Sottordine Asellota Latreille, 1802
      - Sottordine Calabozoida Van Lieshout, 1983
      - Sottordine Valvifera Sars, 1882
      - Sottordine Epicaridea Latreille, 1831
      - Sottordine Oniscidea Latreille, 1802
        - Infraordine Tylomorpha Vandel, 1943
        - Infraordine Ligiamorpha Vandel, 1943

    - Ordine Tanaidacea Dana, 1849
      - Sottordine Tanaidomorpha Sieg, 1980
      - Sottordine Neotanaidomorpha Sieg, 1980
      - Sottordine Apseudomorpha Sieg, 1980

    - Ordine Cumacea Krøyer, 1846

  - Superordine Eucarida Calman, 1904
    - Ordine Euphausiacea Dana, 1852
    - Ordine Amphionidacea Williamson, 1973
    - Ordine Decapoda Latreille, 1802
      - Sottordine Dendrobranchiata Bate, 1888
      - Sottordine Pleocyemata Burkenroad, 1963
        - Infraordine Stenopodidea Claus, 1872
        - Infraordine Caridea Dana, 1852
        - Infraordine Thalassinidea Latreille, 1831
        - Infraordine Palinura Latreille, 1802
        - Infraordine Anomura MacLeay, 1838
        - Infraordine Brachyura Linnaeus, 1758